# Macropsis chazarianus
Macropsis chazarianus är en insektsart som beskrevs av Logvinenko 1981. Macropsis chazarianus ingår i släktet Macropsis och familjen dvärgstritar. Inga underarter finns listade i Catalogue of Life.